# Lieutenant particulier
Un lieutenant particulier, en France et sous l'Ancien Régime, est un magistrat établi dans certains sièges royaux, rangé hiérarchiquement sous le lieutenant général de bailliage et sénéchaussée. Il est appelé particulier en distinction du lieutenant général, qui a le droit de présider partout où il se trouve, alors que  le lieutenant particulier préside seulement certaines audiences ou en l'absence du lieutenant général.